# (581) Tauntonia
(581) Tauntonia est un astéroïde de la ceinture principale découvert le 24 décembre 1905 par Joel H. Metcalf.
Il a été baptisé en référence à Taunton, ville du Massachusetts, aux États-Unis.